# Jefe de Gobierno de Serbia
El jefe de Gobierno de Serbia (en serbio: Predsednik Vlade Republike Srbije, literalmente Presidente del Gobierno de la República de Serbia, también traducido como Primer ministro de Serbia) es el encargado de dirigir la labor del Gobierno de Serbia, y presentar a la Asamblea Nacional de Serbia el programa de gobierno, incluyendo la lista de ministros propuestos. La dimisión del presidente conlleva el cambio del Gobierno.

## Historia del puesto
El primer gobierno serbio de estilo moderno se estableció el 27 de agosto de 1805 en el monasterio de Voljavča (serbio cirílico: Вољавча) cerca de Stragari, durante el Primer Levantamiento Serbio En primer lugar, y fue llamado Praviteljstvujušči Sovjet (Consejo de Administración), mientras que el título del jefe de Gobierno era Presidente del Consejo de Administración. Inicialmente, el Consejo no tenía ministros, sólo miembros, pero en 1811 se crearon los ministerios modernos. Este Gobierno dejó de existir con la caída de la sublevación serbia el 3 de octubre de 1813, sin embargo, más tarde continuó en el exilio en Hotin (Imperio Ruso) desde 1813 hasta 1814.
Ya en el siglo XX, con la integración serbia en Yugoslavia, el puesto adquirió menor trascendencia, al estar sometido al gobierno federal. Durante la etapa como República Socialista de Serbia, el puesto no era de presidente del Gobierno propiamente dicho, sino de "Presidente del Consejo Ejecutivo de la República".
Es a partir de la disolución de Yugoslavia cuando se puede hablar de presidente del Gobierno de Serbia, primero bajo la fórmula de la República Federal de Yugoslavia y luego como Serbia y Montenegro. Hasta 2006 no es nombrado el presidente del Gobierno de Serbia con el país como república independiente. El primero en ocupar el puesto fue Vojislav Koštunica, que accedía como presidente del Gobierno de Serbia y Montenegro.

## Presidentes del Gobierno Federal (1991-2006)
| Nombre | Nombre                       | Nacimiento-Defunción | Fecha comienzo          | Fecha fin                       | Partido Político              |
| ------ | ---------------------------- | -------------------- | ----------------------- | ------------------------------- | ----------------------------- |
|        | Dragutin Zelenović           | 1928- 2020           | 15 de enero de 1991     | 23 de diciembre de 1991         | Partido Socialista de Serbia  |
|        | Radoman Božović              | 1953-                | 23 de diciembre de 1991 | 10 de febrero de 1993           | Partido Socialista de Serbia  |
|        | Nikola Šainović              | 1948-                | 10 de febrero de 1993   | 18 de febrero de 1994           | Partido Socialista de Serbia  |
|        | Mirko Marjanović             | 1937-2006            | 18 de marzo de 1994     | 24 de octubre de 2000           | Partido Socialista de Serbia  |
|        | Milomir Minić (en funciones) | 1950-                | 24 de octubre de 2000   | 25 de enero de 2001             | Partido Socialista de Serbia  |
|        | Zoran Đinđić                 | 1952-2003            | 25 de enero de 2001     | 12 de marzo de 2003 (asesinado) | Partido Democrático           |
|        | Nebojša Čović (en funciones) | 1958-                | 12 de marzo de 2003     | 17 de marzo de 2003             | Alternativa Democrática       |
|        | Žarko Korać (en funciones)   | 1947-                | 17 de marzo de 2003     | 18 de marzo de 2003             | Partido Democrático Social    |
|        | Zoran Živković               | 1960-                | 18 de marzo de 2003     | 3 de marzo de 2004              | Partido Democrático           |
|        | Vojislav Koštunica           | 1944-                | 3 de marzo de 2004      | 5 de junio de 2006              | Partido Democrático de Serbia |

## Presidentes del Gobierno de Serbia (2006- )
| Nombre | Nombre                 | Nacimiento-Defunción | Fecha comienzo      | Fecha fin           | Partido Político                         |
| ------ | ---------------------- | -------------------- | ------------------- | ------------------- | ---------------------------------------- |
|        | Vojislav Koštunica     | 1944-                | 5 de junio de 2006  | 7 de julio de 2008  | Partido Democrático de Serbia            |
|        | Mirko Cvetković        | 1950-                | 7 de julio de 2008  | 27 de julio de 2012 | Independiente (Por una Serbia Europea)   |
|        | Ivica Dačić            | 1966-                | 27 de julio de 2012 | 27 de abril de 2014 | Partido Socialista de Serbia             |
|        | Aleksandar Vučić       | 1970-                | 27 de abril de 2014 | 31 de mayo de 2017  | Partido Progresista Serbio               |
|        | Ivica Dačić (interino) | 1966-                | 31 de mayo de 2017  | 29 de junio de 2017 | Partido Socialista de Serbia             |
|        | Ana Brnabić            | 1975-                | 29 de junio de 2017 | 20 de marzo de 2024 | Independiente/Partido Progresista Serbio |
|        | Ivica Dačić (interino) | 1966-                | 20 de marzo de 2024 | 2 de mayo de 2024   | Partido Socialista de Serbia             |
|        | Miloš Vučević          | 1974-                | 2 de mayo de 2024   | 16 de abril de 2025 | Partido Progresista Serbio               |
|        | Đuro Macut             | 1963-                | 16 de abril de 2025 | Presente            | Independiente                            |